# Волчья Дубрава
Волчья Дубрава — село в Тёпло-Огарёвском районе Тульской области России.
В рамках административно-территориального устройства является центром Волчье-Дубравского сельского округа Тёпло-Огарёвского района, в рамках организации местного самоуправления — административный центр Волчье-Дубравского сельского поселения.

## География
Расположено в 9 км к югу от райцентра, посёлка городского типа Тёплое, и в 73 км к югу от областного центра, г. Тулы. 

## Население
| 2002 | 2010 |
| ---- | ---- |
| 529  | ↘438 |